# 吉林靖宇农村商业银行
吉林靖宇农村商业银行股份有限公司，简称“靖宇农商行”，是一家位于中国吉林省靖宇县河南街196号的农村商业银行。

## 历史
前身是靖宇县农村信用合作联社。
2010年中国银行业监督管理委员会下发了《关于高风险农村信用社并购重组的指导意见》（银监发【2010】71号），定义监管评级为六级的农村信用社，以及监管评级为五B级且主要监管指标呈下行恶化趋势的农村信用社为高风险农村信用社。吉林榆树农村商业银行为主发起，牵头其他出资方共计出资3亿元全资併購“靖宇县农村信用合作联社”，筹建吉林靖宇农村商业银行有限责任公司。 2014年11月14日吉林银监局批复吉林靖宇农村商业银行股份有限公司开业。2014年11月18日 靖宇县农村信用合作联社改制农村商业银行股份有限公司开业庆典。注册资本2亿元，吉林榆树农村商业银行出资58.12%，吉林双阳农村商业银行、吉林省龙兴集团公司分别出资3%、10%。